# Emili Lluch i Oribe
Emili Lluch i Oribe   (Barcelona, 8 de desembre de 1892 - Barcelona, 27 d'octubre de 1982) fou un enginyer i periodista català especialitzat en motor. Conegut amb el pseudònim Milillu, va col·laborar en la secció de motor de múltiples publicacions com Stadium (1916), Mundo Deportivo i Jornada Deportiva (1926). Fou comissari tècnic del Reial Automòbil Club de Catalunya, del Reial Moto Club i de la Penya Rhin, en diferents competicions. Dirigí la revista de la Societat de Tècnics d'Automoció i col·laborà amb l'enginyer Wifredo Ricart.